# St. Ludwig (Karlshuld)

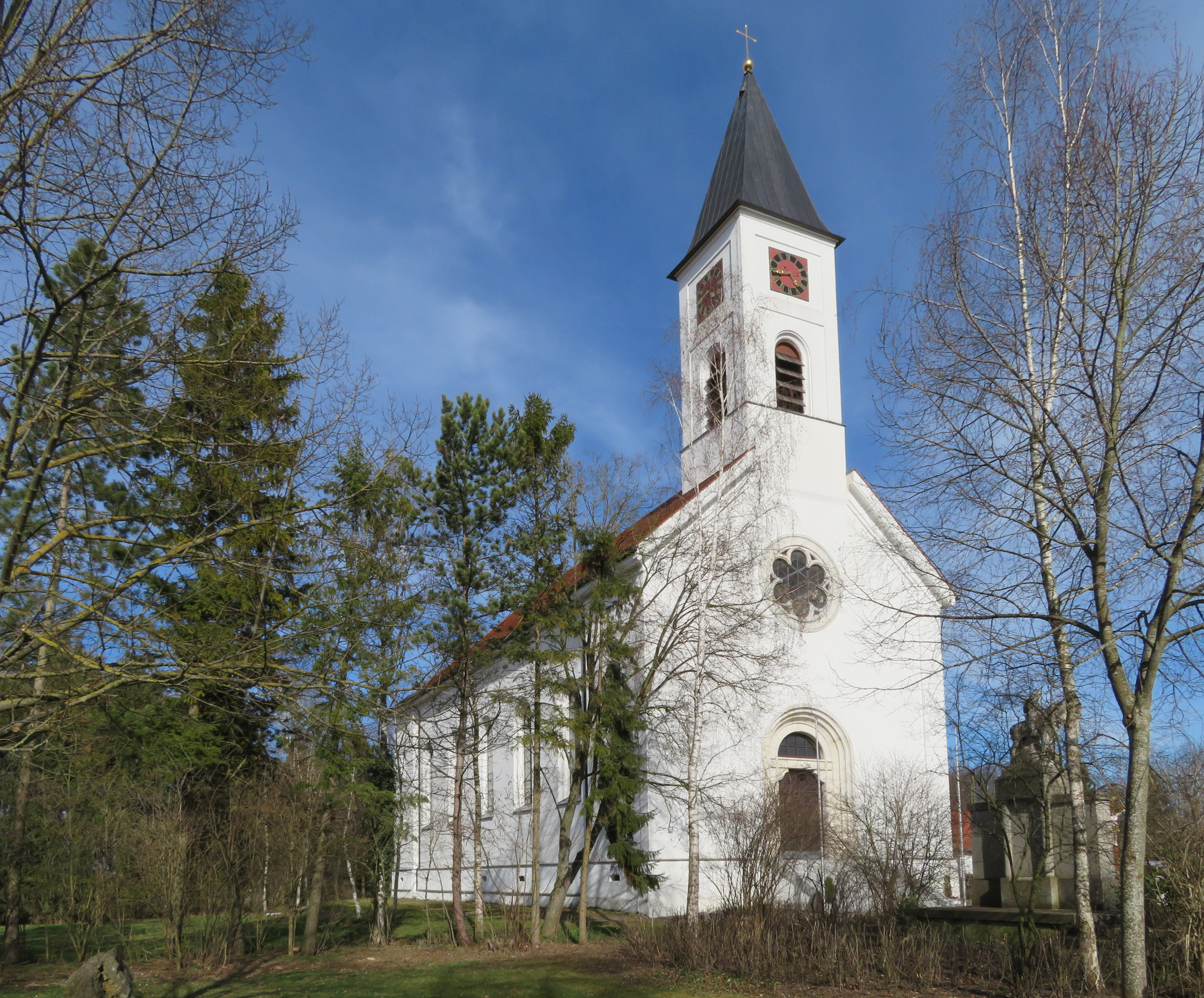
St. Ludwig in Karlshuld

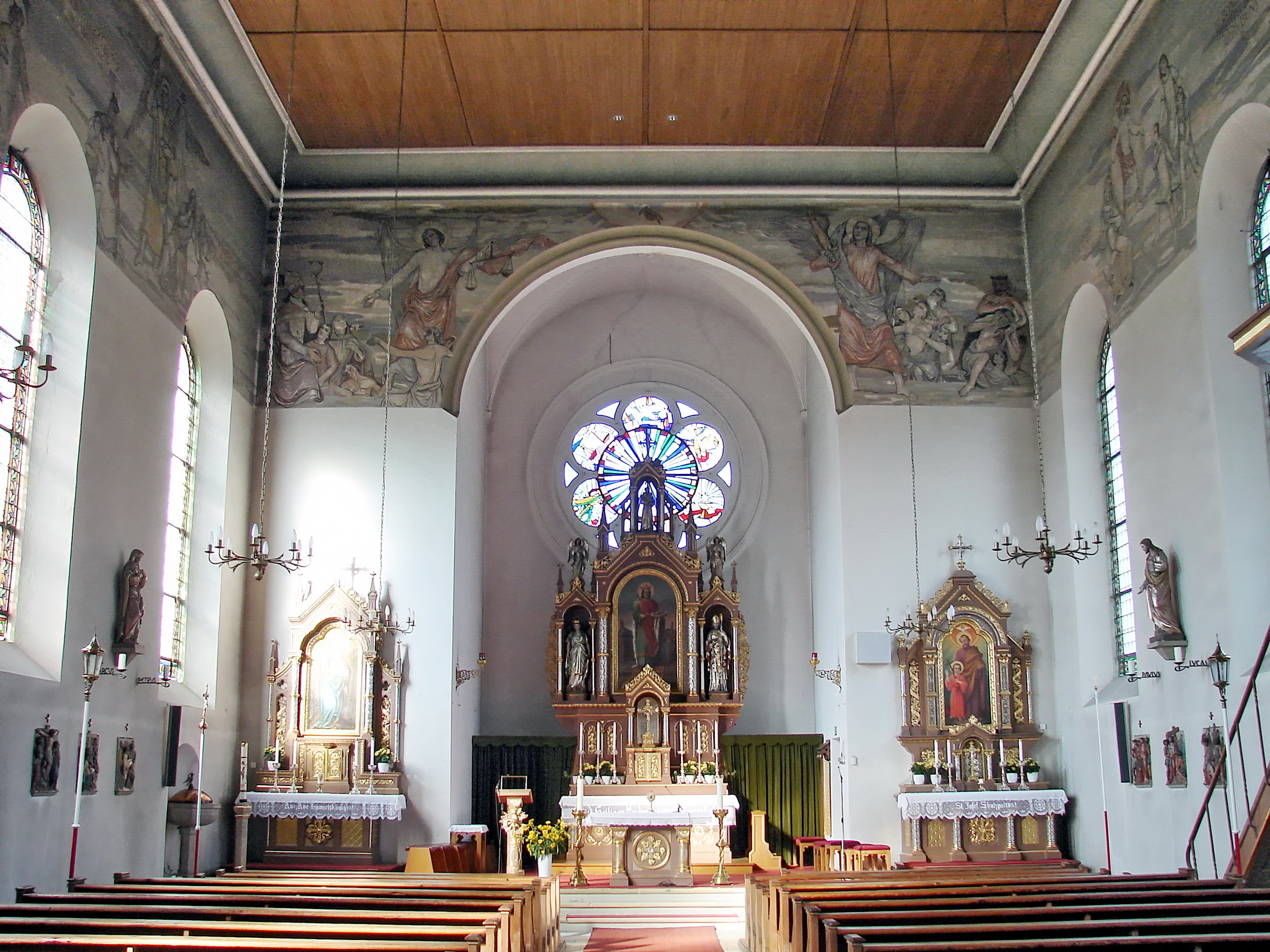
Innenraum

Die römisch-katholische Pfarrkirche St. Ludwig steht in Karlshuld, einer Gemeinde im oberbayerischen Landkreis Neuburg-Schrobenhausen. Das Bauwerk ist in der Liste der Baudenkmäler in Karlshuld als Baudenkmal unter der Nr. D-1-85-139-1 eingetragen. Die Kirche gehört zum Dekanat Neuburg-Schrobenhausen des Bistums Augsburg.

## Beschreibung
Die neuromanische Saalkirche wurde von 1833 bis 1835 nach Plänen von Friedrich von Gärtner erbaut. Sie besteht aus dem Langhaus und dem eingezogenen Chor im Nordosten. Über der Fassade im Südwesten erhebt sich ein Giebelreiter mit Turmuhr und drei Glocken, der mit einem Pyramidendach bedeckt ist. 
Der Innenraum des Langhauses hat eine Flachdecke, der Chor ein Tonnengewölbe. Der Hochaltar steht im Chor, die Seitenaltäre flankieren den Chorbogen.